# Édouard Jean-Marie Stephan

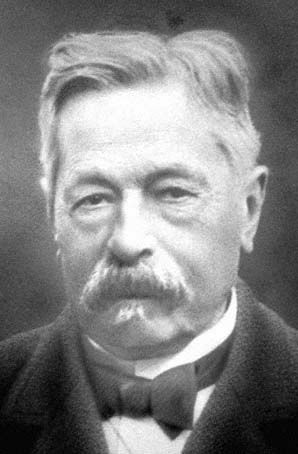
Édouard Jean-Marie Stephan

Édouard Jean-Marie Stephan (Sainte-Pezenne (Niort)), 31 augustus 1837 - Marseille, 30 december 1923) was een Franse astronoom. Van 1867 tot 1907 was hij directeur van het Observatorium van Marseille.

## Ontdekkingen
Stephan ontdekte een groot aantal objecten in de ruimte, waaronder, in het zonnestelsel, de planetoïden (89) Julia en (91) Aegina (1866), het lensvormig sterrenstelsel NGC 6081 en de sterrenstelselgroep Kwintet van Stephan (1877) buiten het melkwegstelsel. Ook iets meer dan 400 andere NGC-objecten werden door hem ontdekt en beschreven. Het overgrote deel van deze objecten zijn sterrenstelsels.
Stephan had ook twee planetaire nevels ontdekt: NGC 7027 en NGC 7048 in het sterrenbeeld Zwaan.
Een aantal van de door hem ontdekte objecten blijken echter voorgrondsterren en telescopische asterismen te zijn, behorend tot het melkwegstelsel: NGC 453, NGC 1330, NGC 2378, NGC 5948, NGC 6413, NGC 6672.
- Bibliothèque nationale de France: cb13484449b (data)
- Gemeinsame Normdatei: 117658146
- International Standard Name Identifier: 0000 0003 5430 4563
- Base Léonore: LH//2549/39
- Système universitaire de documentation: 094688877
- Virtual International Authority File: 30319378
- WorldCat: E39PBJbM9k3gR6wMyQ6qrdq84q